# شركة الزامل للاستثمار الصناعي
شركة الزامل للاستثمار الصناعي (الزامل للصناعة) هي شركة مساهمة سعودية، تأسست في الثامن من يونيو عام 1998، برأس مال يبلغ ستمئة مليون ريال سعودي، يقع مقر الشركة الرئيسي في الدمام بالمملكة العربية السعودية، تعد شركة الزامل للصناعة مجموعة صناعية وإنتاجية رائدة تقوم بتقديم منتجات عالية الجودة وأنظمة وخدمات هندسية متكاملة لتلبية متطلبات صناعة الإنشاءات العالمية. تشمل منتجات وحلول الشركة المباني الحديدية سابقة الهندسة، والهياكل الإنشائية الفولاذية، وأجهزة تكييف الهواء وأنظمة التحكم البيئي المصممة للتطبيقات التجارية والصناعية والسكنية المختلفة، وأبراج نقل الطاقة والاتصالات، ومنتجات المباني الخرسانية الجاهزة، والمواد العازلة من الفيبرجلاس والصوف الصخري ومنتجات العوازل الصناعية البلاستيكية الرغوية، ومشاريع الطاقة الشمسية. بالإضافة إلى خدمات التركيب والدعم العالية الجودة.
شركات تابعة لشركة الزامل للاستثمار الصناعي:
- شركة الزامل للمباني الحديدية – مصـر
- زامل ستيل بيلدنغز انديا برايفت ليمتد
- الزامل ستيل بيلدنغز فيتنام كومباني ليمتد
- شركة الزامل لفحص وصيانة المشاريع الصناعية
- شركة الزامل للإنشاءات الحديدية
- شركة الزامل للهياكل الفولاذية
- شركة كليماتيك أيركونديشنرز جي ام بي اتش
- شركة مجموعة العزل الخليجية
- شركة الربيعة والنصار والزامل للصناعات الخرسانية المحدودة
- شركة اختبار المحدودة
- شركة الزامل هدسون المحدودة